# The Punctured Prince
The Punctured Prince è un cortometraggio muto del 1922 diretto da Hugh Fay e Hunt Stromberg. Venne girato nei Hollywood Center Studios al 1040 di N. Las Palmas Avenue, a Hollywood.

## Produzione
Il film fu prodotto dalla Hunt Stromberg Productions.

## Distribuzione
Distribuito dalla Metro Pictures Corporation, il film uscì nelle sale cinematografiche USA il 16 ottobre 1922.